# Севлиево
Вижте пояснителната страница за други значения на Севлиево.
Севлѝево е град, разположен в Централна България, административен център на община Севлиево, област Габрово. Градът е втори по големина в областта и заема 40-а позиция по население в страната. По данни на ГРАО към 15 септември 2023 г. в града живеят 22 161 души по настоящ адрес и 24 409 души по постоянен адрес.

## География
Град Севлиево се намира в Централна Северна България, близо е до географския център на страната с географско положение 43° 1' 32" сев. ш. и на 25° 6' 48" изт. д. Надморската височина на града е 201 м, но това е най-ниската точка на общината. По билото на Стара планина някои върхове достигат до 1900 м надморска височина, а полупланинският терен е със средна височина 400 – 700 м. Климатът е умерено-континентален, с голяма амплитуда между най-ниските и най-високите годишни температури от плюс 30 – 35 градуса по Целзий през лятото до минус 20 – 25 градуса през зимата.
| Севлиево                              | Севлиево | Севлиево | Севлиево | Севлиево | Севлиево | Севлиево | Севлиево | Севлиево | Севлиево | Севлиево | Севлиево | Севлиево | Севлиево |
| Месеци                                | яну.     | фев.     | март     | апр.     | май      | юни      | юли      | авг.     | сеп.     | окт.     | ное.     | дек.     | Годишно  |
| Абсолютни максимални температури (°C) | 17,5     | 22,6     | 32,6     | 32,9     | 36       | 37,8     | 40,5     | 41,3     | 41,7     | 38       | 27,2     | 21,7     | 41,7     |
| Средни максимални температури (°C)    | 1,9      | 5,8      | 10,5     | 18,3     | 23       | 26,2     | 28,8     | 29,3     | 25,4     | 18,8     | 11,9     | 4,8      | 17,1     |
| Средни температури (°C)               | −3,1     | 0,2      | 4,7      | 11,4     | 16,2     | 19,7     | 21,5     | 21,2     | 16,9     | 11,4     | 6,1      | 0,1      | 10,5     |
| Средни минимални температури (°C)     | −7,4     | −5       | −1       | 4,1      | 9,1      | 12,7     | 14,2     | 13,2     | 9,4      | 4,7      | 1,5      | −4,4     | 4,3      |
| Абсолютни минимални температури (°C)  | −35,4    | −35      | −24,3    | −7,5     | −1,6     | 3,2      | 6,7      | 5        | −1,8     | −7       | −13,5    | −26,5    | −35,4    |
| Средни месечни валежи (mm)            | 40       | 33       | 36       | 60       | 95       | 100      | 79       | 56       | 41       | 44       | 43       | 41       | 668      |
| ------------------------------------- | -------- | -------- | -------- | -------- | -------- | -------- | -------- | -------- | -------- | -------- | -------- | -------- | -------- |
| Източник: Stringmeteo.com             |          |          |          |          |          |          |          |          |          |          |          |          |          |

## Население
Долната таблица показва изменението на населението на града в периода след Втората световна война (1946 – 2011):
| Година | 1887                   | 1910 | 1934 | 1946 | 1956   | 1965   | 1975   | 1985   | 1992   | 2001   | 2005   | 2009   | 2011   | 2013 | 2016 | 2017 | 2018 | 2019 |
| Население | ??                     | ??   | ??   | 9827 | 14 381 | 20 423 | 24 429 | 26 440 | 25 494 | 24 775 | 24 448 | 24 065 | 22 676 | ??   |      |      |      |      |
| | Най-голям брой ?? в ?? |      |      |      |        |        |        |        |        |        |        |        |        |      |      |      |      |      |
| Източници: Национален статистически институт, „citypopulation.de“, „pop-stat.mashke.org“, Географски институт при БАН?? |                        |      |      |      |        |        |        |        |        |        |        |        |        |      |      |      |      |      |

Преброяване на населението през 2011 г.
Численост и дял на етническите групи според преброяването на населението през 2011 г.:
|                     | Численост | Дял (в %) |
| Общо                | 22676     | 100,00    |
| Българи             | 18157     | 80,07     |
| Турци               | 2226      | 9,81      |
| Цигани              | 274       | 1,20      |
| Други               | 48        | 0,21      |
| Не се самоопределят | 318       | 1,40      |
| Неотговорили        | 1653      | 7,28      |

## История
Резултатите от проучването на средновековния град Хоталич край Севлиево показват, че това е най-големият по площ средновековен град в България, извън столиците Плиска, Преслав и Търново. Изворите за Хоталич са изключително оскъдни и недостатъчни за свързването им с определен археологически паметник. До разкопките на крепостта край Севлиево липсват и проучвания на съвременни изследователи на българските старини. Известен се малък каменен надпис, открит от Данаил Кацев-Бурски край Батошевския манастир и пренесен в София. По време на бомбардировките през Втората световна война случайно се запазило тефтерчето на откривателя, което той го прерисувал. Близките му го предоставят на Никола Ковачев, а той през 1959 г. публикува текста. В него четем:
„Съгради този храм Гено от Хотел и Петър Търнов лято 67...“ Това е единственият средновековен писмен извор за Хотел. По-късно в турските административни документи се вписва като Хоталич. От средата на XVI век като „нахѝя“, а в документ от 1618 г. като „кааза̀ Хоталич“. В преведените и цитирани от Руси Стойков документи от 1638 г. и 1643 – 1644 г. се споменава вече само „кааза Хоталич“, а на някои места е прибавено „Нам и дигер Серви“, което в превод означава „с друго име Серви“.
В един документ от 1550 г., където са вписани ленните владения, като че ли има отговор на въпроса, каква е връзката между селищата Хоталич и Севлиево. В него се казва: „В нахия Хоталич с друго име Хисар Бегли и ЗИР“. „Хисар“ означава крепост или укрепление, а последното „ЗИР“ се превежда „под него“ или „подчинен на горния“. Това може да се тълкува като „крепостта Хоталич и долния Хоталич“, или „селото под Хоталич“. В документ от 1618 г. са указани вече кааза Хоталич, село Селви. От тези само няколко извора можем да направим извод, че когато турците завладяват Северна България, те превземат и разрушават крепостта Хоталич, а населението прогонват. Самите турци се заселват в равнината, в долния Хоталич, на левия бряг на р. Росица. Селището постепенно се разраства, привлича населението на крепостта Хоталич и околните селища. Изземва функциите на средновековния административен център, какъвто е бил Хоталич и става икономически, стопански, а по-късно и културен център на района.
Името на града е било Серби, от византийското серви, араб. серфи и би могло да се наведе за основаването му от преселници сърби или българи откъм Сръбско, заселили се в района на Хоталич. И така от името Сърбе, Сърби под византийско влияние Серви и под араб. влияние серфи, накрая турците са го видоизменили в Селви и оттук – Селвиово, а сетне Севлиево.
В първите години на XX век градът е известен с трайната си подкрепа за Радославистката партия.
На 28 юни 1939 година река Росица приижда и голямо наводнение сполетява град Севлиево, което довежда до множество разрушения и човешки жертви.

## Религии
Преобладават източноправославните християни. В града има две православни църкви: храм „Св. пророк Илия“ и храм „Св. Троица“; Божия църква, общност на Евангелската методистка епископална църква, църква Шалом и Църква на Адвентистите от Седмия ден. През 2018 г. църквата „Св. пророк Илия“ е обявена за паметник на културата с национално значение.

## Политика
Настоящият кмет е Иван Иванов, роден през 1972 г. В Общинския съвет на Севлиево за мандат 2015 – 2019 година влизат 11 представители на ПП ГЕРБ, 7 – на Избирам Севлиево – Българска социалистическа партия, Български социалдемократи, Движение за социален хуманизъм, Партия на зелените, Земеделски съюз Ал. Стамболийски, 4 – на Движение за права и свободи – ДПС, 2 – на Народен съюз, 2 – на Реформаторски блок, 2 – на Патриотичен фронт – НФСБ и ВМРО, 1 – на Заедно за Севлиевска община.

## Забележителности на града
- Градска художествена галерия „Асен и Илия Пейкови“
- Хоталич – градът крепост край Севлиево
- Часовниковата кула (издигната през 1779 г.)
- Дандолови къщи (музей с етнографска експозиция)
- Къща музей Дан Колов – на 7 км югозападно от града, в село Сенник
- Табахана (реставрирана работилница за кожи)
- Мостът над река Росица – построен през 1857 г. от известния майстор Кольо Фичето
- Статуя на свободата (1894 г.), чиито стълб е оригинална каменна колона от римския град Никополис ад Иструм. Проектът е на Ото Хорейши и италианския скулптор Арнолдо Цоки. Бронзовата фигура е изработена във Виена. Издигнат е на мястото на бесилката, от която тръгват към безсмъртието севлиевските борци за свободата на България
- Църквата „Св. Троица“ (от 1870 г.)
- Църквата „Св. Пророк Илия“ (1834 г. с ценен дърворезбен иконостас)
- Хаджистояновото училище – днес Градски исторически музей
- Девическият манастир „Въведение Богородично“ (село Батошево основан през XIX в.)
- Батошевският мъжки манастир „Успение Пресвета Богородица“ (на 20 км южно от града, по пътя за Априлци, основан през XIV век, по време на Второто българско царство, за което свидетелствува каменен надпис от времето на цар Михаил Асен (1246 – 1256 г.). Изгорен и разрушен до основи при османското нашествие, манастирът е възстановен през 1836 г. Дърворезбите в църквата му са дело на новоселски майстори, а иконите са на големия възрожденски художник Станислав Доспевски. През годините на владичеството манастирът е важно просветно средище. Днес той е реставриран и е действащ мъжки манастир)
- Язовир Александър Стамболийски (на 33 км от Севлиево близо до село Младен. Дължината му е 18 км. Предоставя възможности за ветроходство, гребни и водомоторни спортове, риболов, плаж)
- Дом на културата „Мара Белчева“

- Църквата „Св. Пророк Илия“
- Часовниковата кула
- Читалище „Развитие“
- Статуята на свободата

- Празниците на града са в средата на октомври, когато пристига и панаира с много забавления за гражданите на града и жителите на селата в община Севлиево.

## Спортни клубове
- ФК Севлиево
- Клуб по плуване „Спортен Клуб Викинг 2008 – Севлиево“
- СКХУ „АЛФА“
- Клуб по бадминтон – Хоталич 2005
- СК по акробатика
- СК по баскетбол „Раковски“
- СК по борба „Дан Колов“ – Севлиево
- СК по волейбол
- СК по джудо и самбо „Раковски“
- СК по карате „Киокушинкай“
- СК по културизъм и фитнес „Кондор-90“
- СККБМТ Файт клуб Севлиево
- СК по шахмат „Европа“
- СК по моделизъм „Икар-2010“
- Клуб за екстремни спортове „Вертикален свят“
- Колоклуб „Лястовица“
- Клуб по спортно ориентиране
- Клуб „Турист“
- СК по Спортен риболов „Абанос-карп“
- Айкидо клуб „Буджин“
- Мото-клуб „Върколаците“
- Автомобилен спортен клуб „Севлиево“
- ФК „Севлиево – Лейдис“

## Икономика
Водещи предприятия:
- „Идеал Стандарт – Видима“ – заводи за санитарна керамика и санитарна арматура
- „Хамбергер България“ – завод за тоалетни седалки, капаци и дъбов ламинат
- Хитачи Енерджи България ЕООД – производство на високоволтова апаратура
- „Емка“ – електропроводници за индустрията и бита
- „Росица“ – трикотажни изделия
- „Паралел“ – водещ производител на дунапрен и мека мебел
- „Абанос“ – кухненски мебели
- „Изгрев 90“ – строителни материали
- „Бета Логистик ООД“ – производство на млечни изделия
- „Алкал“ ООД – картини, репродукции, графичен и уебдизайн, интериорен и екстериорен дизайн, изкуство
- „Херос Строй“ – строителство
- „Мазалат“ – строителство

## Известни личности
Родени в Севлиево
- Атанас Москов (1903 – 1995), политик
- Борис Машалов (1914 – 1962), народен певец
- Васил Беязов (1901 – 1980), архитект, преподавател на Първи випуск архитекти от 1945 до 1951 г.
- Гатю Кънчев (1832 – 1912), църковен деец, народен представител, кмет на града (1880)
- Димитър Николов, български революционер от ВМОРО, четник на Иван Наумов Алябака[12]
- Дочо Христов (1895 – 1945), политик
- Иван Киров Вазов (1892 – 1945), юрист и политик, народен представител в XXV народно събрание, министър
- Иван Преснаков (1852 – 1876), революционер, участник в Априлското въстание
- Иван Хр. Асенов, революционер от ВМОРО, четник на Лука Иванов[13]
- Илхан Кючюк (р. 1985), политик
- Йонко Карагьозов (1851 – 1876), революционер, участник в Априлското въстание
- Преподобномъченица Калиста (1815 – 1876) – канонизирана през 2011 г.
- Кръстьо Пастухов (1874 – 1949), политик
- Малина Станчева (р. 1967), българска попфолк певица
- Мара Белчева (1868 – 1937), поетеса
- Никола Генев (1856 – 1934), генерал-лейтенант, командир на Македоно-одринското опълчение през Балканските войни (1912 – 1912)
- Петър Пешев (1858 – 1931), политик
- Сава Попов (1874 – 1949), географ
- Сава Казанджиев (1877 – 1901), ботаник
- Симеон Спиридонов (р. 1944), художник
- Симона Захариева (р. 2002), българска поп фолк певица
- Стефан Пешев (1854 – 1876), революционер, участник в Априлското въстание
- Христо Чаракчиев (1870 – 1943), военен деец, генерал-майор
- Стефан Нерезов (1867 – 1925), генерал от пехотата, загинал в атентата на църквата „Св. Неделя“ на 16. април 1925 г.
- Христо Стефанов (1877 – ?), български революционер от ВМОРО, четник на Никола Досев[14]
- Цвятко Аврамов (1894 – 1923), журналист
- Цвятко Димов (отец Пахомий) (1830 – 1894), общественик, църковен деец, революционер
- Фани Попова-Мутафова (1902 – 1977), писател и преводач от италиански език
- Чавдар Мутафов (1889 – 1954), писател
- Петър Цанков (офицер) (1896 – 1944), началник на Школата за запасни офицери допреди деветосептемврийския преврат
- Марко Косев (р. 1987), самбист, MMA боец и петкратен световен шампион по бойно самбо, единствен в света с такова постижение
- Невена Цонева (р. 1986), българска народна и поп певица
- Ивинела Самуилова (р. 1971 г.), писател
- Пламен Марков (р. 1957 г.), футболист, национален селекционер
- Храбрин Башев (р. 1960 г.), професор, аграрикономист
- Веско Самуилов (1948 – 2022 г.) – музикант, фолклорист, създател на ФФ „Веселина“, носител на няколко награди на Президента на РБългария

Починали в Севлиево
- Хаджи Ангел Иванов - Севлиевеца (1808 – 1890), църковно-музикален деец
- Гатю Кънчев (1832 – 1912), църковен деец, народен представител, кмет на града (1880)
- Марин Калугеров (1837 – 1883), духовник
- Стефан Пешев (1854 – 1876), революционер

Свързани със Севлиево
- Асен Пейков (1908 – 1973), скулптор

## Побратимени градове
- Бобруйск, Беларус
- Бил Биен, Швейцария
- Валашке Мезиржичи, Чехия
- Гевгели, Северна Македония
- Легьоново, Полша
- Нанхай, Китайска народна република